# 乌克兰总统法令
乌克兰总统法令（羅馬化：Ukaz Prezydenta Ukrainy）是乌克兰总统针对其职权范围内的最重要问题签发的一种法律文件。

## 相关立法
根据乌克兰总统1994年9月10日批准的《乌克兰总统法令草案的准备和提交程序》条例的规定，乌克兰总统法令应用于以下事项：
- 乌克兰总统的规范性法案，即为永久或多重行动而设计的法案；
- 乌克兰总统关于任免有关国家机关、机构和组织负责人的决定；
- 取消乌克兰内阁、克里米亚自治共和国部长会议、地方行政主管部门的决定；
- 颁发国家奖励，授予乌克兰荣誉称号；
- 授予高级军衔、高级外交官衔、其他特殊高级军衔和阶级军衔；
- 设立和颁发总统奖；
- 授予及剥夺乌克兰公民身份，给予庇护；
- 赦免；
- 解释乌克兰总统通过的法案。